# Saint-Orens-Pouy-Petit
Saint-Orens-Pouy-Petit è un comune francese di 151 abitanti situato nel dipartimento del Gers nella regione dell'Occitania.

## Società

### Evoluzione demografica
Abitanti censiti